# Chrysotus flavicauda
Chrysotus flavicauda är en tvåvingeart som beskrevs av Van Duzee 1928. Chrysotus flavicauda ingår i släktet Chrysotus och familjen styltflugor.
Artens utbredningsområde är Iowa. Inga underarter finns listade i Catalogue of Life.